# Kidsgrove
Kidsgrove est une ville anglaise située dans le comté de Staffordshire.